# Ivan Crico
Ivan Crico (Gorizia, 1º novembre 1968) è un pittore e poeta italiano.

## Biografia
È nato a Gorizia nel 1968, ma è originario di Pieris, dove ha trascorso la fanciullezza e dov'è vissuto fino al 2005. Dopo aver frequentato l'Istituto Statale d'Arte di Gorizia, si è diplomato nel 1992 in pittura presso l'Accademia di belle arti di Venezia.
Nel 1999 ha ideato e fondato, assieme al poeta Pierluigi Cappello, La barca di Babele, una collana di poesia, edita dal Circolo Culturale di Meduno, che accoglie autori noti dell'area friulana, veneta e triestina. Attualmente vive a Tapogliano dove scrive in lingua e impiegando il nativo antico dialetto bisiacco, dipinge ed è impegnato in un'intensa attività artistica e di diffusione della cultura anche nelle scuole e in campo istituzionale all'interno di un progetto legislativo di valorizzazione delle varietà venete del Friuli-Venezia Giulia. Varie e significative sono le iniziative culturali sviluppate in Friuli-Venezia Giulia, in Veneto, Austria, Slovenia e Croazia che fanno capo a questo poeta, legate alla poesia, alla saggistica, a convegni per la valorizzazione dei dialetti e delle lingue minoritarie europee, alla reciproca conoscenza fra i vari popoli, anche in collaborazione con studiosi e poeti sloveni, austriaci, sardi, siciliani, francesi e catalani.
Studioso della storia e della lingua delle genti del Friuli-Venezia Giulia, dell'Istria e del Veneto, assieme a Gian Paolo Gri ed altri ricercatori, partendo dai noti studi di Carlo Ginzburg, ha scritto uno studio su importanti ed inedite testimonianze letterarie e orali riguardanti la presenza dei benandanti nel goriziano raccolte nel volume Di prodigi segreti. Ha collaborato con Mauro Casasola alla stesura del Vocabolario italiano-bisiac. Per l'Istituto Tellini, inoltre, ha curato la sezione dedicata alle fiabe e alle leggende del monfalconese nel volume Friûl gurizan, Bisiacaria, Goriška.
Con recensioni ed interviste a noti esponenti del mondo artistico nazionale (da Marco Paolini a Toti Scialoja fino alla cantante Elisa) collabora da una ventina d'anni con diverse riviste nazionali, su carta e in rete, e, con continuità, scrive anche per le pagine culturali del "Messaggero Veneto - Giornale del Friuli".
Per la raccolta De arzent zu (scritta recuperando l'antico idioma scomparso tergestino), nel 2009 ha ricevuto il premio nazionale di poesia Biagio Marin, il massimo riconoscimento in Italia per la poesia in dialetto e nelle lingue delle minoranze linguistiche storiche. Nel 2018, per la raccolta inedita "Seràie" ha ricevuto il Premio Ischitella-Pietro Giannone.
Sue poesie sono apparse sulle seguenti riviste (nazionali ed estere) e antologie: «Poesia», «Tratti», «Lengua», «Frontiera», «Diverse Lingue», «Pagine», «Salmigondis». "italian Poetry Review"; Pulcherrimae strade; Tanche giaiutis (Come averle). La poesia friulana da Pasolini ai nostri giorni; I colors da lis vos e nel libro Cinquanta poesie per Biagio Marin. Sulla sua poesia hanno scritto tra gli altri Antonella Anedda, Mario Benedetti, Pierluigi Cappello, Anna De Simone, Amedeo Giacomini, Franco Loi, Hans Kitzmüller, Giovanni Tesio e Gian Mario Villalta, Giorgio Agamben.
Con il libro L’antro siel del mondo (L’altro cielo del mondo) vince la 15ª edizione del premio letterario nazionale di poesia dialettale edita "Salvo Basso-Città di Scordia", edizione del 2021 con cerimonia di consegna andata in scena a Scordia il 30 aprile 2022 (ventennale della scomparsa del poeta al quale è intitolata la manifestazione). 
Per quanto riguarda l'attività pittorica, ha iniziato gli studi artistici privatamente nel 1981, apprendendo le basi del disegno classico e della pittura ad olio e approfondendo con Paolo Orlando, uno dei più noti pittori d'icone ed affreschi contemporanei, l'uso delle tecniche pittoriche antiche e dell'affresco. All'Accademia di belle arti di Venezia si diploma in pittura (con una tesi sull'opera del regista inglese Peter Greenaway) approfondendo contemporaneamente, durante un anno dedicato a questa disciplina, l'arte incisoria sotto la guida del maestro Franco Dugo, uno dei massimi incisori europei. 
A partire dal 1981 ha partecipato a quasi un centinaio di mostre collettive in Italia e all'estero. Dal 1995 ha iniziato ad interessarsi anche alla decorazione antica e al restauro. In seguito si è dedicato soprattutto ad impegnativi lavori di decorazione e ricostruzione di affreschi in prestigiose ville e palazzi storici - come Villa Romano a Case di Manzano e Villa Brigido a Trieste - in collaborazione con note ditte di restauro. Nel corso del 2008-2009 ha portato a compimento la vasta decorazione ex novo dei saloni della seicentesca Villa Strassoldo ad Aiello del Friuli. Attualmente insegna Cromatologia all'Accademia di Belle Arti "Giambattista Tiepolo" di Udine.

## Opere

### Poesie
- Piture, Boetti, Mondovì, 1997
- Maitàni, La Barca di Babele, Circolo Culturale di Meduno, 2003
- Ostane, CCM edizioni, Gorizia, 2006
- Segni della metamorfosi, Edizioni della Biblioteca di Pordenone, Pordenone, 2007
- De arzent zu, Istituto Giuliano di Storia e Documentazione, Trieste, 2008
- Seraie, Edizioni Cofine, Roma, 2018.

### Traduzioni
- Giuseppe Ermacora, Traversar Lisonz (Attraversare l'Isonzo), versione in lingua italiana dall'originale raccolta di narrazioni in bisiacco, ACB editore, Ronchi dei Legionari
- Al Cant dei Canti (Il Cantico di Cantici), versione in dialetto bisiac, con introduzione di Michele Cortellazzo, ACB editore, Ronchi dei Legionari, 2018.
- Pier Paolo Pasolini. I turcs tal Friul (I turchi in Friuli), traduzione in versi sul testo a cura di Graziella Chiarcossi, Macerata, Quodlibet, 2019.

## Attività espositiva
Alcune tra le principali esposizioni e mostre collettive:
- 1984, 4ª Mostra del Disegno", Centro Barbacan, Trieste.
- 1986 Biblioteca comunale di Trieste.
- 1987, Arte Immagine '87, Rassegna Internazionale d'arte per una cultura di pace, Monfalcone, Slovenia, Austria.
- 1987, esposizione e realizzazione di un murale in collaborazione con Franco Milani a Calvi dell'Umbria.
- 1994, Quaranta per quaranta, Centro d'Arte Grigoletti, Pordenone.
- 1998, Contemporanea 98, Galleria Spazzapan, Gradisca d'Isonzo.
- 2002, Cantus, Galleria Tommaseo, Trieste.
- 2004, Mostra per il cinquecentenario della morte di Petrarca, Arezzo.
- 2004 Extra Moenia, Galleria Comunale d'Arte Contemporanea, Monfalcone, a cura di Laura Safred con la collaborazione di Andrea Bruciati.
- 2005, Kunst und Restauration, Sala Convegni, St. Kanzian, Austria.
- 2007, "I segni della metamorfosi", Biblioteca Comunale, Pordenone.
- 2007, Sticeboris, Villa Lovaria, Pavia di Udine (UD)  a cura di Monica Faccio, Associazione Etrarte.
- 2007, Passaggi, Castello di Gorizia.
- 2009, Vertigine del Sacro, Auditorium, Gorizia.
- 2011, Le connessioni dello Stivale, Musei Provinciali, Gorizia.
- 2012  “Daguerre Symposium”, Baltimora (USA), assieme al fotografo Rossano Bertolo.
- 2017, Festival Internazionale éStoria, esposizione del lavoro “Italicus Rex”, Gorizia.